# Mathurin-Joseph Brisset
Mathurin-Joseph Brisset (Dreux, 22 novembre 1792 - Paris, 7 juin 1856) est un écrivain, poète, journaliste politique et dramaturge français.

## Biographie
Fils de Mathurin Brisset, officier municipal de Dreux et juge suppléant au tribunal du district de Dreux, et de Scholastique Rouvin, il naît à Dreux (Eure-et-Loir), rue des Embûches, le 22 novembre 1792. Son grand-père paternel est capitaine d'infanterie.
Royaliste, au retour des Bourbon en 1815, il s'engage dans les Garde du corps de la Compagnie d'Havré. Puis il devient officier d'infanterie et participe à la campagne d'Espagne (1823) et obtient la croix de chevalier de première classe de l'ordre de Saint-Ferdinand. 
À la chute des Bourbon, il quitte l'armée et entre comme critique politique à la Gazette de France dont il devient rédacteur en chef. Il y tient aussi la critique théâtrale. 
Il publie aussi un nombre important de romans historiques et ses pièces sont jouées sur les plus grandes scènes parisiennes (Théâtre des Nouveautés, Théâtre du Vaudeville, Théâtre de la Porte-Saint-Martin, au Théâtre du Gymnase Marie-Bell, etc.).
Il vit à Paris, mais vient régulièrement se reposer dans son domaine des Nos à Fermaincourt, commune de Cherisy (Eure-et-Loir) où il reçut Alfred de Musset.

### Vie privée
Marié à Paris le 20 février 1832 avec Claire Pannier qui écrivait sous le nom de Sophie des Nos, il a cinq enfants. Une de ses petites-filles épousa l'homme politique Louis Rollin.

## Œuvres
- Les Dames du lis, poème, 1816
- La Statue de Henri IV, ode, 1818
- La Salle des maréchaux, 1818
- La Messe de délivrance, 1820
- Ernest, 1820
- Le Traité de paix, comédie-vaudeville en 1 acte, avec Achille d'Artois, 1821
- Le Départ d'une diligence, tableau épisodique en 1 acte, mêlé de vaudevilles, avec Edmond Rochefort, 1822
- Honneur et Séduction, mélodrame en 3 actes, avec Louis-Charles Caigniez, 1822
- Le Zodiaque de Paris, à propos du Zodiaque de Denderah, vaudeville-épisodique en 1 acte, avec Ferdinand Langlé, 1822
- Le Magasin de lumière, scènes à-propos de l'éclairage par le gaz, avec Ferdinand Langlé, Ramond de la Croisette et Emmanuel Théaulon, 1823
- Le Retour à la ferme, comédie-vaudeville en 1 acte, avec Achille d'Artois, 1824
- Madrid, ou Observations sur des mœurs et usages des Espagnols au commencement du XIXe siècle, avec Théodore Anne, 1825
- Les Singes, ou la Parade dans le salon, vaudeville en 1 acte, avec Espérance Hippolyte Lassagne et Edmond Rochefort, 1825
- La Pêche de Vulcain, ou l'Île des fleuves, vaudeville, avec Espérance Hippolyte Lassagne et Edmond Rochefort), 1826
- Le Coureur de veuves, comédie en 2 actes, 1827
- Les Dernières Amours, tableau-vaudeville en 1 acte, 1827
- Les Rendez-vous, comédie-vaudeville, musique de Philippe-Alexis Béancourt, 1827
- Paris et Londres, Comédie en quatre tableaux, avec Armand d'Artois, 1827
- Le Peintre et le Courtisan, comédie-vaudeville anecdotique en 1 acte, 1828
- L'Anneau de la fiancée, drame-lyrique en 3 actes, avec Félix Blangini, 1828
- Angiolina ou la Femme du doge, drame en 3 actes, 1829
- Les Deux Raymond, ou les Nouveaux Ménechmes, roman en 6 chapitres, avec Victor Ducange, 1829
- Le Mauvais Œil, tradition dalmate, suivi d'une nouvelle française, 1835
- Les Templiers, 1313, 1837
- Le Génie d'une femme, 1838
- François de Guise, 1563, 1840
- Le Balafré, 1572-1587, 1841
- Le Cabinet de lecture, 1843
- Le Béarnais, 1844
- La Femme d'un ministre, Mme Roland. 1793, 1844
- Le Petit Roi, 1845
- Madame Jean, 1846
- Les Concini, 1616-1617, 1847
- La Maréchale de Saint-André, 1849
- Jacquot, 1854
- M. de Beauregard, 1854
- La Maréchale de Saint-André, 1859
- Hugues-le-Cadavre, mystère du XIe siècle